# Fumio Kamei
Fumio Kamei (亀井文夫, Kamei Fumio) est un réalisateur japonais spécialisé dans le documentaire, né le 1er avril 1908 et mort le 27 février 1987.

## Biographie
Fumio Kamei nait le 1er avril 1908 dans une famille catholique de la préfecture de Fukushima,. Il abandonne ses études de beaux-arts à la Bunka Gakuin en 1928 pour étudier à l'École de cinéma de Leningrad en Union soviétique où il est influencé par des cinéastes russes tels que Grigori Kozintsev, Sergueï Ioutkevitch et Fridrikh Ermler,. Atteint de la tuberculose, il retourne au Japon en 1931. En 1933, il entre à la P.C.L. (Photo Chemical Laboratory) — qui deviendra en 1937 la Tōhō — sur les recommandations d'un de ses amis peintres.
En 1938, il est chargé de tourner une série de documentaires sur la guerre sino-japonaise. Il réalise ainsi deux films sur des territoires occupés, Shanghai et Pékin. La même année, il est envoyé avec le cameraman Shigeru Miki (ja) sur le front chinois pour tourner un autre documentaire, Les Soldats au combat. Il suit pendant quatre mois un régiment d'infanterie pendant l'offensive sur la ville de Wuhan,, mais au lieu de filmer le courage et l’héroïsme des soldats japonais, il montre des hommes éprouvés et fatigués de parcourir les immensités de la Chine, une population locale en fuite, chassée par la guerre, des paysans qui reviennent cultiver leurs terres sitôt que l'Armée impériale a quitté le territoire. Le documentaire est achevé en 1939 mais ne sera jamais projeté du fait de la censure et le négatif sera détruit. Longtemps considéré comme perdu, une copie du film est retrouvée en 1976,. En octobre 1941, Fumio Kamei est arrêté puis emprisonné avant d'être libéré en août 1942 sous conditions. Il est le premier cinéaste de cette période à avoir subi de l'emprisonnement.
Après la guerre, Fumio Kamei a de nouveau maille à partir avec la censure puisque son film La Tragédie du Japon (1946) est interdit par l'occupant américain cette fois. Le documentaire est un montage d'actualités accompagné d'un commentaire orienté d'un point de vue marxiste qui retrace les événements à partir de l'invasion japonaise de la Chine jusqu'à la fin de la guerre du Pacifique en mettant clairement en avant la responsabilité de l'empereur pendant la guerre,. L'année suivante, La Guerre et la Paix, film co-réalisé avec Satsuo Yamamoto se voit censuré et amputé d'une demi-heure avant d'être présenté au public. Ce film est une réflexion sur les sacrifices consentis par la population après la guerre au travers la vie de deux soldats rapatriés et de leurs femmes.
En 1948, Fumio Kamei fait partie des militants syndicaux qui quittent la Tōhō à la suite des grèves d'avril à octobre qui agitent la société de production au même titre que Heinosuke Gosho, Tadashi Imai, Satsuo Yamamoto et Hideo Sekigawa,. Dans les années cinquante, il tourne des films de fiction engagés avec Isuzu Yamada comme actrice principale tels que Si elle est mère, si elle est femme en 1952 et Une femme marche seule sur la terre en 1953 qui dénonce les conditions de travail dans les mines au Japon,.
À la suite de l'échec commercial de ce dernier film, Fumio Kamei revient au documentaire. Il réalise une série de trois films sur la lutte contre l'agrandissement de la base aérienne américaine de Tachikawa près du village de Sunagawa, Sunagawa no hitobito: Kichi hantai tōsō no kiroku (1955),Sunagawa no hitobito: Mugi shinazu (1955) et Ryūketsu no kiroku: Sunagawa (1956). Cette trilogie préfigure le travail de Shinsuke Ogawa sur la série Sanrizuka qui relate de l'intérieur la lutte contre la construction de l'aéroport de Narita. Avec Nous sommes tous vivants (1956) et Le monde qui craignait les retombées du nucléaire (1957), Fumio Kamei s'attache à dénoncer la prolifération nucléaire et montre les séquelles des bombardements atomiques d'Hiroshima et de Nagasaki, en filmant la vie quotidienne des victimes dix ans après la tragédie.
En 1960, il réalise Ningen mina kyōdai: Buraku sabetsu no kiroku un documentaire sur le très sensible sujet de la discrimination envers la population burakumin. Par la suite, Fumio Kamei prend du recul vis-à-vis du monde du cinéma, ne tournant que quelques films de relations publiques. Il ouvre un magasin d'antiquités nommé Toyojin à Shibuya.
Dans les années 1980, il revient au documentaire engagé avec deux films abordant des thèmes environnementaux. Fumio Kamei meurt le 27 février 1987 dans l'arrondissement d'Itabashi à Tokyo. Il a réalisé une vingtaine de films entre 1938 et 1987.

## Filmographie

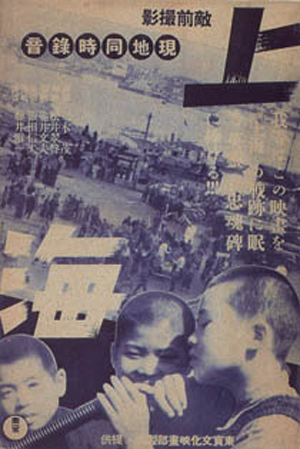
Affiche de Shanghai (1938).

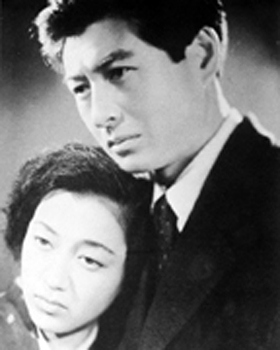
Hatae Kishi et Ryō Ikebe dans La Guerre et la Paix (1947).

### Documentaire
- 1938 : Shanghai (上海, Shanhai?)
- 1938 : Pékin (北京, Pekin?)
- 1939 : Les Soldats au combat (戦ふ兵隊, Tatakau heitai?)
- 1941 : Shinano fūdoki yori: Kobayashi Issa (信濃風土記より 小林一茶?)
- 1946 : La Tragédie du Japon (日本の悲劇, Nihon no higeki?)
- 1953 : Kichi no kotachi (基地の子たち?)
- 1955 : Sunagawa no hitobito: Kichi hantai tōsō no kiroku (砂川の人々 基地反対斗爭の記録?)
- 1955 : Sunagawa no hitobito: Mugi shinazu (砂川の人々・麦死なず?)
- 1956 : Nous sommes tous vivants (生きていてよかった, Ikiteite yokatta?)[19]
- 1956 : Ryūketsu no kiroku: Sunagawa (流血の記録 砂川?)
- 1957 : Le Monde qui craignait les retombées du nucléaire (世界は恐怖する 死の灰の正体, Sekai wa kyōfu suru: Shi no hai no shōtai?)
- 1958 : Araumi ni ikiru: Maguro gyomin no seitai (荒海に生きる マグロ漁民の生態?)
- 1958 : Hato wa habataku (鳩ははばたく?)
- 1959 : Hiroshima no koe (ヒロシマの声?)
- 1960 : Ningen mina kyōdai: Buraku sabetsu no kiroku (人間みな兄弟―部落差別の記録?)
- 1961 : Gunbi naki sekai o (軍備なき世界を?)
- 1984 : Minna ikinakereba naranai: Hito, mushi, tori, "nōji minzokukan" (みんな生きなければならない ヒト・ムシ・トリ“農事民俗館”?)
- 1987 : Seibutsu mina tomodachi: Tori, mushi, sakana no komoriuta (生物みなトモダチ〈教育編〉 トリ・ムシ・サカナの子守歌?)

### Cinéma
- 1947 : La Guerre et la Paix (戦争と平和, Sensō to heiwa?) co-réalisé avec Satsuo Yamamoto
- 1949 : La Vie d'une femme (女の一生, Onna no isshō?)
- 1949 : Buraikan Chōbei (無頼漢長兵衛?)
- 1952 : Si elle est mère, si elle est femme (母なれば女なれば, Haha nareba onna nareba?)
- 1953 : Une femme marche seule sur la terre (女ひとり大地を行く, Onna hitori daichi o iku?)